# إدوارد شيهان
إدوارد شيهان (بالإنجليزية: Edward Sheehan)‏ (2 مارس 1930، نيوتن في الولايات المتحدة - 3 نوفمبر 2008، نيوتن في الولايات المتحدة)؛ صحفي وروائي أمريكي. درس في كلية بوسطن.